# العشرة (عمد)

تعديل مصدري - تعديل

العشرة هي إحدى قرى  بمديرية عمد التابعة لمحافظة حضرموت، بلغ تعداد سكانها 176 نسمة حسب تعداد اليمن لعام 2004.